# Epione apicaria
Epione apicaria là một loài bướm đêm trong họ Geometridae.